# إسبانيا في الألعاب الأولمبية الصيفية 1984
شارك إسبانيا في دورة الألعاب الأولمبية الصيفية 1984، التي أقيمت في لوس أنجلوس بالولايات المتحدة، في الفترة الممتدة من 28 يوليو حتى 12 أغسطس، بوفد قوامه 180 رياضي (164 رجال، 16 نساء) في 19 لعبة.
حصد إسبانيا 5 ميداليات في هذه الدورة (1 ذهبية، 2 فضية، 2 برونزية) محتلاً المرتبة 20 في الترتيب النهائي بين 140 دولة مشاركة.

## قائمة الميداليات
| الميدالية | الرياضي                                     | المنافسة    | المسابقة                         |
| ذهبية     | لويس دوريستي بلانكو روبرتو مولينا كاراسكو   | الشراع      | 470 - رجال                       |
| فضية      | منتخب إسبانيا - رجال                        | كرة السلة   | بطولة الرجال                     |
| فضية      | فرناندو كليمينت أويرتا لويس ماريا لاسورغيتي | تجديف       | فئة LM2x - رجال                  |
| برونزية   | خوسيه مانويل أباسكال                        | ألعاب القوى | 1.500 متر - رجال                 |
| برونزية   | إنريكيه ميغيث غوميث ناريسكو سواريث أمادور   | كانو كاياك  | كانوي "سي 2" لمسافة 500 م - رجال |